# Sinteza Rapsodia—Anotimpurile
Sinteza Rapsodia—Anotimpurile este un proiect de rock simfonic al formației Phoenix, care combină suita „Ciclul anotimpurilor” de pe albumul Cei ce ne-au dat nume cu Rapsodia română nr. 1 în La major a lui George Enescu. Proiectul constă în prelucrarea în stil rock a compoziției orchestrale a lui Enescu și interpretarea sa pe fragmente și intercalat cu creații sau prelucrări folclorice ale grupului Phoenix, ce alcătuiesc muzica discului Cei ce ne-au dat nume din 1972. „Inițial, am dorit să cântăm ambele «Rapsodii» ale lui George Enescu, dar deocamdată ajunge prima. În plus, se leagă cel mai bine de «Cei ce ne-au dat nume». Între stilul muzicii noastre și capodoperele lui Enescu există similitudini, în primul rând din punct de vedere folcloric”, spunea Nicu Covaci.

## Premiera
Spectacolul aferent acestui proiect a avut premiera pe 1 decembrie 2009, la Sala Palatului din București, și a presupus colaborarea formației cu un cor și cu câțiva muzicieni din zona muzicii clasice. Despre invitații care au fost pe scenă alături de Phoenix, liderul Nicolae Covaci declara, în seara spectacolului: „Am chemat niște oameni să ne ajute să facem o sinteză frumoasă, să fie convingătoare. Avem un cor – Accapela se cheamă, avem un oboist care cântă și la saxofon sopran – Adrian Petrescu, avem un pianist clasic – Nicușor Dumitru. Și gașca mare Phoenix.”  Alături de Covaci, ceilalți componenți ai formației care au participat la acest concert sunt: Bogdan Bradu, Cristi Gram, Volker Vaessen, Dzidek Marcinkiewicz, Ionuț Contraș și Ovidiu Lipan Țăndărică, ultimul dintre ei, spunând, cu această ocazie: „Se va cânta un melanj între Enescu, partitură de pian, piese de pe albumul «Cei ce ne-au dat nume», care sunt piese de un rock românesc profund.”  Chitaristul Cristi Gram: „Noi de mult vrem să facem «Rapsodia» lui Enescu. Băieții au făcut deja «Ciocârlia», au făcut mai multe încercări în trecut, dar acum, în fine, am reușit să o punem în practică pe scenă. Să vedem cum o să sune.”  Concertul a marcat, printre altele, și începerea colaborării cu solistul vocal Bogdan Munteniță, invitat să cânte două piese în stil arhaic alături de Phoenix: „Colindul casei” și „Măi tătare!”, a doua dintre ele reluată de formație, după ce a făcut parte din repertoriul acesteia în anii '70, fiind cenzurată de autoritățile vremii respective.
În seara în care Sinteza a fost prezentată pe scena Sălii Palatului, Volker Vaessen spunea: „E un concert deosebit de Ziua Națională. La mulți ani, România! Cred că e o idee foarte bună să mixăm binecunoscuta «Rapsodie română» care apaține unuia dintre cei mai mari compozitori români, George Enescu, cu o compoziție a lui Nicolae Covaci, la rândul său, un foarte bun compozitor al țării. Așa că va fi o seară specială.”  Despre intențiile legate de acest eveniment propus de Phoenix, Nicu Covaci preciza că este vorba de „un gest patriotic”: „Fiind Ziua României am încercat să ne legăm de acest nume de român, să ne aducem aminte cine ne-a dat nume, când, cum, și să fim mândri de acest nume.” 

## Reluarea proiectului
Proiectul a fost reluat în 2018, odată cu demararea turneului național „Sinteza – Rapsodia”, pe 10 februarie, la Iași. Formația a susținut spectacole pe tot parcursul anului, ajungând în mai multe orașe ale țării: Iași, Târgu Mureș, Cluj-Napoca, Alba Iulia, Sibiu, Brașov, Ploiești, Râmnicu Vâlcea, Drobeta-Turnu Severin, Constanța, Oradea, Timișoara, Reșița, Brăila, Focșani etc. Concertul de la București a avut loc pe 14 mai la Teatrul Național „Ion Luca Caragiale”.
„Muzica lui George Enescu nu se reduce la o cercetare ornamentală și estetică, ci ea rămâne revelația unei realități ascunse. Ca și pasărea Phoenix, este ea însăși o stare muzicală, o muzică vie și generos comunicativă, cu un zbor echivalent cu opera, un mit dăruit tuturor. Ca în orice proiect inițiat, starea de a fi a păsării Phoenix este și aici cea de dăruire, și într-o continuă luptă cu diferitele cortine ale ființei, ea regândește mereu construcția actului artistic. Astfel, își propune răspunsul printr-o sinteză între celebrele «Anotimpuri», din timpul celor care «ne-au dat nume» (muzică arhaică, cu trimiteri profunde, dar trăită prin forța instrumentelor moderne) și sensibilitatea clasică a marelui compozitor Enescu. Proiect de înaltă ținută culturală, însă fără pretenții exclusiviste, «Sinteza» își propune a fi un concert caracterizat prin accesibilitate, cu toată-i mirifica metaforie, prin viziune și profesionalism, un concert în care acordurile rock și etno-rock care au transformat formația Phoenix în unicat vor purta permanentul mesaj – unul de chemare spre rădăcini culturale astăzi lipsite de atenție. ”—Text promoțional, concert „Sinteza – Rapsodia”, București, 14 mai 2018
În spectacolul din 14 mai 2018, au urcat pe scenă, alături de formație, invitatul special Grigore Leșe, împreună cu colaboratorii din 2009, Nicușor Dumitru și Bogdan Munteniță. Turneul s-a încheiat pe 4 ianuarie 2019, cu un nou concert la București, de data aceasta într-un cadru mai restrâns, la Hard Rock Cafe. Formula Phoenix pentru acest turneu a fost: Nicu Covaci – chitară, voce, Costin Adam – solist vocal, Cristi Gram – chitară solo, voce, Vlady Săteanu – chitară bas, voce, Flavius Hosu – baterie, Lavinia Săteanu – vioară și, la o parte dintre concerte, Dzidek Marcinkiewicz – instrumente cu clape.
În aprilie 2019, în cadrul emisiunii Muzică și Radio realizată de Lenți Chiriac și difuzată de Radio România Actualități, Cristi Gram a anunțat că materialul proiectului Sinteza Rapsodia—Anotimpurile se află în curs de imprimare în studio, în vederea realizării unui album.